# Verrallina comosa
Verrallina comosa är en tvåvingeart som först beskrevs av Bianca L. Reinert 1974.  Verrallina comosa ingår i släktet Verrallina och familjen stickmyggor.
Artens utbredningsområde är Sabah. Inga underarter finns listade i Catalogue of Life.